# Jacobus Curtius
Jacob de Corte (Brugge, 1510 - 1567) of Jacobus Curtius Brugensis, was een Vlaams rechtsgeleerde en hellenist (geleerde kenner van de Griekse taal) in de Zuidelijke Nederlanden.

## Levensloop
Jacob de Corte was de zoon van de Brugse stadpensionaris Herman de Corte. Toen hij 14 jaar werd kwam hij in de leer bij Juan Luis Vives en het jaar daarop trok hij naar Leuven, waar hij op 25 augustus 1525 werd ingeschreven in de pedagogie De Lelie, die werd bestuurd door Pieter de Corte, neef van Herman en later eerste bisschop van Brugge. Jacob studeerde vooral Grieks. Op niet nader te bepalen datum vertrok hij naar Orleans waar hij rechten studeerde.
In 1533 kwam hij naar Brugge terug en vestigde zich als advocaat. In 1534 - hoewel hij de vereiste leeftijd van 25 jaar nog niet had bereikt - werd hij gemeenteraadslid. Het jaar daarop werd hij schepen benoemd en werd tot in 1541 regelmatig aangesteld als schepen, als deelman of als deken van de deelmannen. In 1550 werd hij benoemd tot stadpensionaris en in 1552 tot griffier civiel.

## Rechtsgeleerde

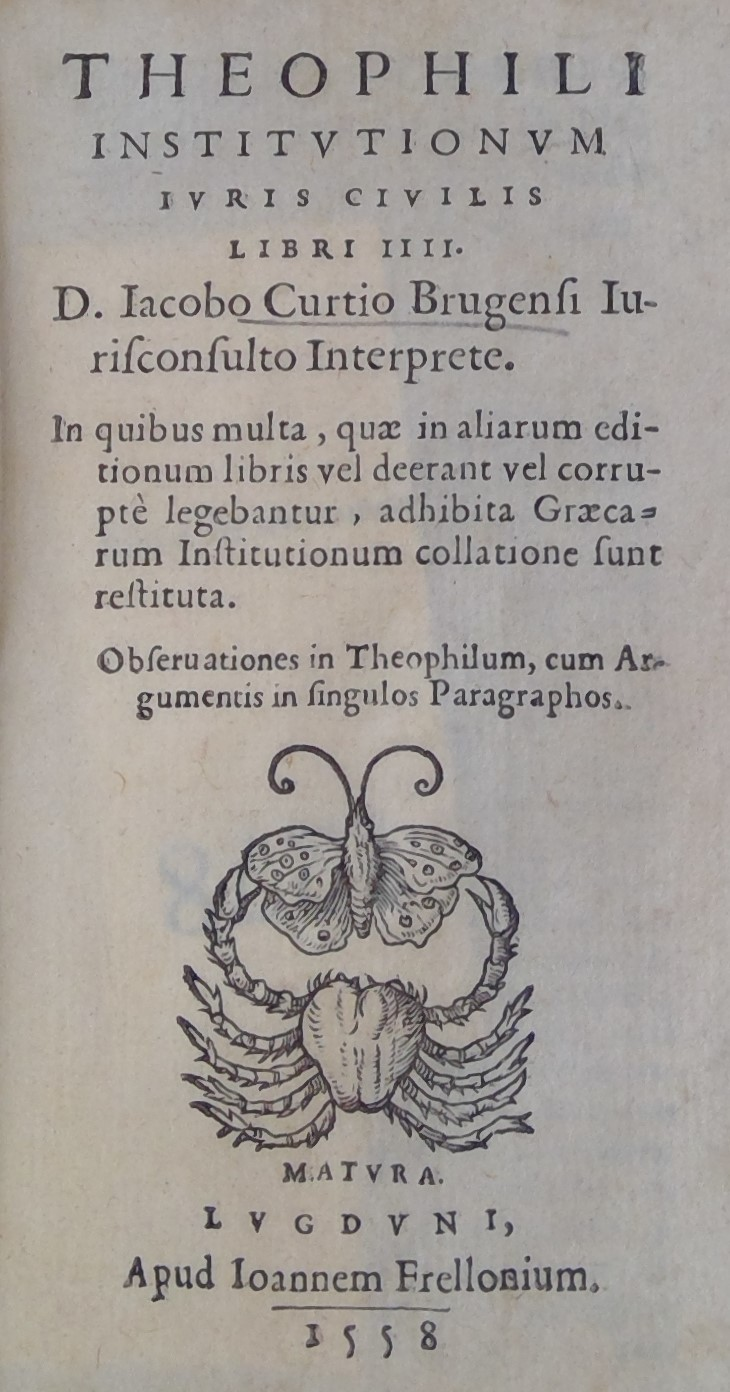
Een druk uit 1558 van de vertaling van De Corte. Bewaard in de Openbare Bibliotheek Brugge.

Het eerste werk van Curtius verscheen in 1536. Hij was toen pas 26. Het ging om een vertaling in het Latijn van het Griekse Paraphrase van Theophilus op de Institutiones van Justinianus. De Griekse tekst was in 1534 verschenen in Basel op initiatief van Viglius, met snel daarna een herdruk in Parijs en een andere in Leuven. Viglius wilde eerst zelf een Latijnse vertaling maken, maar zette er geen vaart achter. Franciscus van Cranevelt was ook kandidaat en begon eraan, maar zette niet door. Zo was de weg vrij voor Jacob de Corte, die enthousiast had kennisgenomen zowel van de Griekse tekst als van het inleidende commentaar van Viglius. Viglius was zeer tevreden over deze vertaling. In 1539 kwam een tweede uitgave in Antwerpen. Tot in 1733 zou het werk 32 maal herdrukt worden. In 1751 werd een grondig herziene uitgave gedrukt in Den Haag, met herdrukken in 1760 (Basel) en 1860 (Amsterdam). Er kwam ook nog een herziene uitgave in 1884-1897 (Berlijn). Dit toont aan hoezeer het werk van Curtius als nuttig en interessant werd ervaren.

## Werken
- Institutionem Juris civilis libri quatuor, Antwerpen, 1536
- Paraphrases in margine qua facilius cum Vulgaribus Institutionibus conferri possit (1546)
- Έίκάστων (id est Coniecturalium)Juris Civilis ad Curtium fratrem libri III, Antwerpen, 1550
- Έίκάστων Tomus Secundus continens Έίκάστων (id est Coniecturalium)Iuris Civilis ad Vivendium collegam libros III, Leuven en Keulen, 1554